# خرم‌آباد (ولایت فرغانه)
خرم‌آباد ( ازبکی: Xurramobod، Хуррамобод، روسی: Хуррамабад) یک منطقه مسکونی در ازبکستان است که در شهر رشتان و در ولایت فرغانه واقع شده است. این ناحیه میان شهرهای خوقند و فرغانه جای دارد. ارتفاع این شهر از سطح دریا ۴۷۱ متر است.
بیشتر مردم آن از قوم تاجیک هستتد. شماری از قرقیزها و ازبک‌ها هم در آن زندگی می‌کنند. زبان اصلی مردم این روستا فارسی تاجیکی است.